# Xanthorhoe viridicinctata
Xanthorhoe viridicinctata är en fjärilsart som beskrevs av Achille Guenée 1857. Xanthorhoe viridicinctata ingår i släktet Xanthorhoe och familjen mätare. Inga underarter finns listade i Catalogue of Life.